# Hugonia planchonii
Hugonia planchonii là một loài thực vật có hoa trong họ Linaceae. Loài này được Hook.f. mô tả khoa học đầu tiên năm 1848.